# Sulfenylhalogenide
| Sulfenylhalogenide             |
| ------------------------------ |
| Allgemeine Formel              |
| Trichlormethanesulfenylchlorid |
| Chlorcarbonylsulfenylchlorid   |

Sulfenylhalogenide sind eine Stoffgruppe in der organischen Chemie mit der allgemeinen Formel R–S–Hal, genauer sind es Halogenide der Sulfensäure (R–S–OH). Insbesondere die Stoffklasse der Sulfenylchloride (R–S–Cl) besitzt eine präparative Bedeutung. Trichlormethansulfenylchlorid (Cl3C–S–Cl) ist ein Beispiel. Präparativ nützlich ist auch Chlorcarbonylsulfenylchlorid (Cl–CO–S–Cl), ein Derivat der Kohlensäure.